# Amplifier Worship
Amplifier Worship è il secondo album in studio del gruppo drone doom metal giapponese Boris, pubblicato nel 1998.

## Tracce
1. Huge – 9:14
2. Ganbou-Ki (願望魕) – 15:44
3. Hama (蟾蜍) – 7:30
4. Kuruimizu (狂水) – 14:27
5. Vomitself – 16:57

## Formazione
- Wata - voce, chitarra, effetti, elettronica
- Takeshi - voce, basso, elettronica
- Atsuo - voce, batteria, elettronica